# Ivan Salto
Ivan Salto (9. april 1922 i København – 16. februar 1983 smst) var en dansk journalist. Han betegnes som montagens mester[kilde mangler] og danner stadig skole i denne genre. Han er kendt for sin dannelse, omhyggelighed, objektivitet og respekt for mindretal. Han var tilknyttet radio og TV fra 1954 og var med i et kuld af udenrigskorrespondenter, der internt i Danmarks Radio gik under betegnelsen Guldfasanerne. Han var desuden konstitueret programchef i DR fra '68-'72 – en periode hvor nogle politikere markerede sig kraftigt ved at kritisere journalister og visse udsendelser. Han er mest kendt for sin korrespondance fra London og New York.